# Vattenfall Cyclassics 2006
La 11e édition de la Vattenfall Cyclassics (appelée jusqu'à l'édition précédente HEW Cyclassics) a eu lieu le 30 juillet 2006. Il s'agit de la 18e épreuve de l'UCI ProTour 2006. L'Espagnol Óscar Freire (Rabobank) s'est imposé au sprint devant Erik Zabel et Filippo Pozzato.

## Récit
Dans le sprint final les trois premiers coureurs sont départagés à la photo finish.

## Classement final
|    | Coureur           | Pays      | Équipe                | Temps           |
| -- | ----------------- | --------- | --------------------- | --------------- |
| 1  | Óscar Freire      | Espagne   | Rabobank              | 5 h 30 min 03 s |
| 2  | Erik Zabel        | Allemagne | Team Milram           | m.t.            |
| 3  | Filippo Pozzato   | Italie    | Quick Step-Innergetic | m.t.            |
| 4  | Nick Nuyens       | Belgique  | Quick Step-Innergetic | m.t.            |
| 5  | Gerald Ciolek     | Allemagne | Team Wiesenhof-AKUD   | m.t.            |
| 6  | Grégory Rast      | Suisse    | Phonak                | m.t.            |
| 7  | Samuel Dumoulin   | France    | AG2R Prévoyance       | m.t.            |
| 8  | Giuliano Figueras | Italie    | Lampre-Fondital       | m.t.            |
| 9  | Danilo Napolitano | Italie    | Lampre-Fondital       | m.t.            |
| 10 | Manuele Mori      | Italie    | Saunier Duval-Prodir  | m.t.            |